# Jan Maroši
Jan Maroši (* 4. listopadu 1965) je bývalý český fotbalista, záložník, reprezentant Československa.
Za československou reprezentaci odehrál v letech 1991–1992 dvě utkání, jednou startoval v reprezentačním B-mužstvu, 5× v reprezentaci do 21 let. V lize odehrál 365 utkání a vstřelil 67 gólů. Hrál za Sigmu Olomouc (1987–1994) a Zbrojovku Brno (1994–2001). Celkem 13× startoval v evropských pohárech a dal zde 3 branky.
Momentálně[kdy?] je ředitelem základní školy Janouškova.